# Lastmoment
Als Lastmoment oder Gegenmoment bezeichnet man in der Antriebstechnik das Moment, das eine anzutreibende Arbeitsmaschine dem antreibenden Motor entgegensetzt. Das Lastmoment setzt sich zusammen aus dem Trägheitsmoment der beweglichen Teile, der Reibung und der Last. Um das Lastmoment zu überwinden, muss der antreibende Motor so dimensioniert sein, dass er ein Moment aufbringt, das während der gesamten Hochlaufphase über dem Gegenmoment der Arbeitsmaschine liegt.

## Grundlagen
Das Anlaufverhalten eines Antriebes wird bestimmt durch das vom Motor entwickelte Drehmoment und den Gegenmomenten der anzutreibenden Maschine. Abhängig von der Differenz dieser beiden Momente kann die antreibende Maschine das vorhandene Beschleunigungsmoment nutzen, um auf Nenndrehzahl zu kommen. Je größer das Beschleunigungsmoment ist, desto kleiner ist die Anlaufzeit, das heißt, desto schneller kommt der Motor auf Nenndrehzahl. Die Höhe des Lastmoments hat einen Einfluss bei der Auswahl und Verwendung des jeweiligen erforderlichen Anlassverfahrens. Bei Betrieb mit wechselnder Drehzahl wird das Lastmoment als Funktion der Drehzahl (Lastmomentkennlinie) angegeben. Das den Antrieb bestimmende Lastmoment kann auch höher sein als das bei Betrieb mit konstanter Drehzahl, wenn ein Drehzahlbereich mit höherem Drehmoment durchfahren werden muss, oder wenn schnell angefahren, das heißt schnell beschleunigt, werden soll. Das Beschleunigungsmoment hängt vom Trägheitsmoment der hochzufahrenden Arbeitsmaschine und der Kraftmaschine und von der vorgegebenen Anfahrzeit ab.

## Lastmoment als Funktion der Drehzahl: Lastmomentkennlinien

Lastmomentkennlinie: konstantes Lastmoment, linear steigende Leistung

Lastmomentkennlinie: Lastmoment linear, Leistung quadratisch steigend

Lastmomentkennlinie: Lastmoment quadratisch, Leistung kubisch steigend

Lastmomentkennlinie: Lastmoment linear-reziprok abnehmend, Leistung konstant

Man unterscheidet folgende vier Grundabhängigkeiten:
- Lastmoment konstant
- Lastmoment linear ansteigend
- Lastmoment quadratisch ansteigend
- Lastmoment linear-reziprok abnehmend

Quelle:

### Lastmoment konstant
Das Lastmoment ist konstant über den gesamten Drehzahlbereich.
{\displaystyle M\approx konst.}
Die erforderliche Leistung steigt hierbei proportional mit der Drehzahl an.
{\displaystyle P\thicksim n}
Dieses Lastmoment gilt für Werkzeugmaschinen bei konstanter Schnittgeschwindigkeit, Förderbänder, Krane, Walzwerke, Hebezeuge, Winden und Extrudern.

### Lastmoment linear ansteigend
Das Lastmoment steigt proportional mit der Drehzahl an.
{\displaystyle M\thicksim n}
Die erforderliche Antriebsleistung wächst quadratisch mit der Drehzahl.
{\displaystyle P\thicksim n^{2}}
Typisch ist dieses Lastmoment bei Kalandern (zur Bearbeitung von Papier, Textilien oder Gummifolien), Wirbelstrombremsen, Frequenzumformern, Generatoren (aufgrund von geschwindigkeitsproportionaler Reibung).

### Lastmoment quadratisch ansteigend
Das Lastmoment steigt mit dem Quadrat der Drehzahl an.
{\displaystyle M\thicksim n^{2}}
Die erforderliche Leistung wächst mit der dritten Potenz der Drehzahl.
{\displaystyle P\thicksim n^{3}}
Immer dann, wenn Flüssigkeits- oder Luftwiderstände zu überwinden sind, sind diese Zusammenhänge relevant. Arbeitsmaschinen mit quadratisch ansteigendem Lastmoment sind Gebläse, Kreiselpumpen, Verdichter, Zentrifugen.

### Lastmoment linear-reziprok abnehmend
Das Lastmoment fällt linear-reziprok zur Drehzahl.
{\displaystyle M\thicksim 1/n}
Die erforderliche Antriebsleistung bleibt konstant.
{\displaystyle P\approx konst.}
Typische Arbeitsmaschinen mit diesem Verhalten sind Dreh- und Wickelmaschinen.

## Antriebsauslegung
Die Antriebsmaschinen für Arbeitsmaschinen sind vielfältig. Die heute häufigsten Antriebsmaschinen sind Verbrennungs- und Elektromotoren. Bei der Antriebsauslegung wird die Lastmomentkennlinie der anzutreibenden Arbeitsmaschine für die Auswahl des antreibenden Motors als Planungsgrundlage gewählt. Das vom Motor abgegebene Drehmoment ist gerade ausreichend, wenn sich die Motorkennlinie mit der Lastmomentkennlinie der Arbeitsmaschine im Betriebspunkt schneidet. Die Auslegung eines dieser Motoren kann ausschließlich mit Hilfe der Lastmomentkennlinie der anzutreibenden Arbeitsmaschine erfolgen, falls eine lange Anfahrzeit in Kauf genommen werden kann. Die Antriebsmaschine ist dann genügend dimensioniert, wenn sich ihre Momentenkennlinie mit der Lastmomentkennlinie im Betriebspunkt der Arbeitsmaschine  schneidet (Ausnahme, wenn „unter Last“ anzufahren ist, das Anlaufmoment höher als das Betriebsmoment ist und bei fallender Lastkennlinie). Für elektrische Motoren gilt als Faustregel, dass ihr Ausgangsmoment etwa 20 % höher als das Lastmoment der Arbeitsmaschine sein soll. Wenn schneller Hochlauf nötig ist, muss das Beschleunigungsmoment ermittelt und zum Lastmoment addiert werden.